# François Vergult
François Vergult (* 21. April 1891 in Brüssel; † unbekannt) war ein belgischer Eishockeytorwart.

## Karriere
François Vergult gehörte zum Kader der belgischen Eishockeynationalmannschaft, die 1913 bei der Europameisterschaft vor der böhmischen Eishockeynationalmannschaft die Goldmedaille gewann. Zudem nahm er für sein Land an den Olympischen Spielen 1920 in Antwerpen teil. Das einzige Spiel bei diesem Turnier wurde dabei mit 0:8 gegen Schweden verloren und Belgien belegte als Gastgeber den siebten und somit letzten Platz.

## Erfolge und Auszeichnungen
- 1913 Goldmedaille bei der Europameisterschaft